# Créon (Gironde)
Pour les articles homonymes, voir Créon.
Créon (Creon — sans accent aigu — en gascon) est une commune du Sud-Ouest de la France, située dans le département de la Gironde en région Nouvelle-Aquitaine.

## Géographie

### Localisation
Commune de l'aire d'attraction de Bordeaux, Créon est située au cœur de l'Entre-deux-Mers.

### Communes limitrophes
Les communes limitrophes sont  Cursan, Haux, La Sauve, Sadirac et Saint-Genès-de-Lombaud.
| Sadirac                | Cursan |          |
| Saint-Genès-de-Lombaud | Créon  | La Sauve |
| Haux                   |        |          |

### Climat
Pour des articles plus généraux, voir Climat de la Nouvelle-Aquitaine et Climat de la Gironde.
Historiquement, la commune est exposée à un climat océanique aquitain.  
En 2020, Météo-France publie une typologie des climats de la France métropolitaine dans laquelle la commune est exposée à un climat océanique et est dans la région climatique  Aquitaine, Gascogne, caractérisée par une pluviométrie abondante au printemps, modérée en automne, un faible ensoleillement au printemps, un été chaud (19,5 °C), des vents faibles, des brouillards fréquents en automne et en hiver et des orages fréquents en été (15 à 20 jours).
Pour la période 1971-2000, la température annuelle moyenne est de 12,6 °C, avec une amplitude thermique annuelle de 14,4 °C. Le cumul annuel moyen de précipitations est de 862 mm, avec 11,7 jours de précipitations en janvier et 6,8 jours en juillet. Pour la période 1991-2020, la température moyenne annuelle observée sur la station météorologique la plus proche, située sur la commune de Cadaujac à 15 km à vol d'oiseau, est de 13,8 °C et le cumul annuel moyen de précipitations est de 918,3 mm,. Pour l'avenir, les paramètres climatiques de la commune estimés pour 2050 selon différents scénarios d’émission de gaz à effet de serre sont consultables sur un site dédié publié par Météo-France en novembre 2022.

## Urbanisme

### Typologie
Au 1er janvier 2024, Créon est catégorisée bourg rural, selon la nouvelle grille communale de densité à sept niveaux définie par l'Insee en 2022.
Elle appartient à l'unité urbaine de Créon, une unité urbaine monocommunale constituant une ville isolée,. Par ailleurs la commune fait partie de l'aire d'attraction de Bordeaux, dont elle est une commune de la couronne,. Cette aire, qui regroupe 275 communes, est catégorisée dans les aires de 700 000 habitants ou plus (hors Paris),.

### Occupation des sols

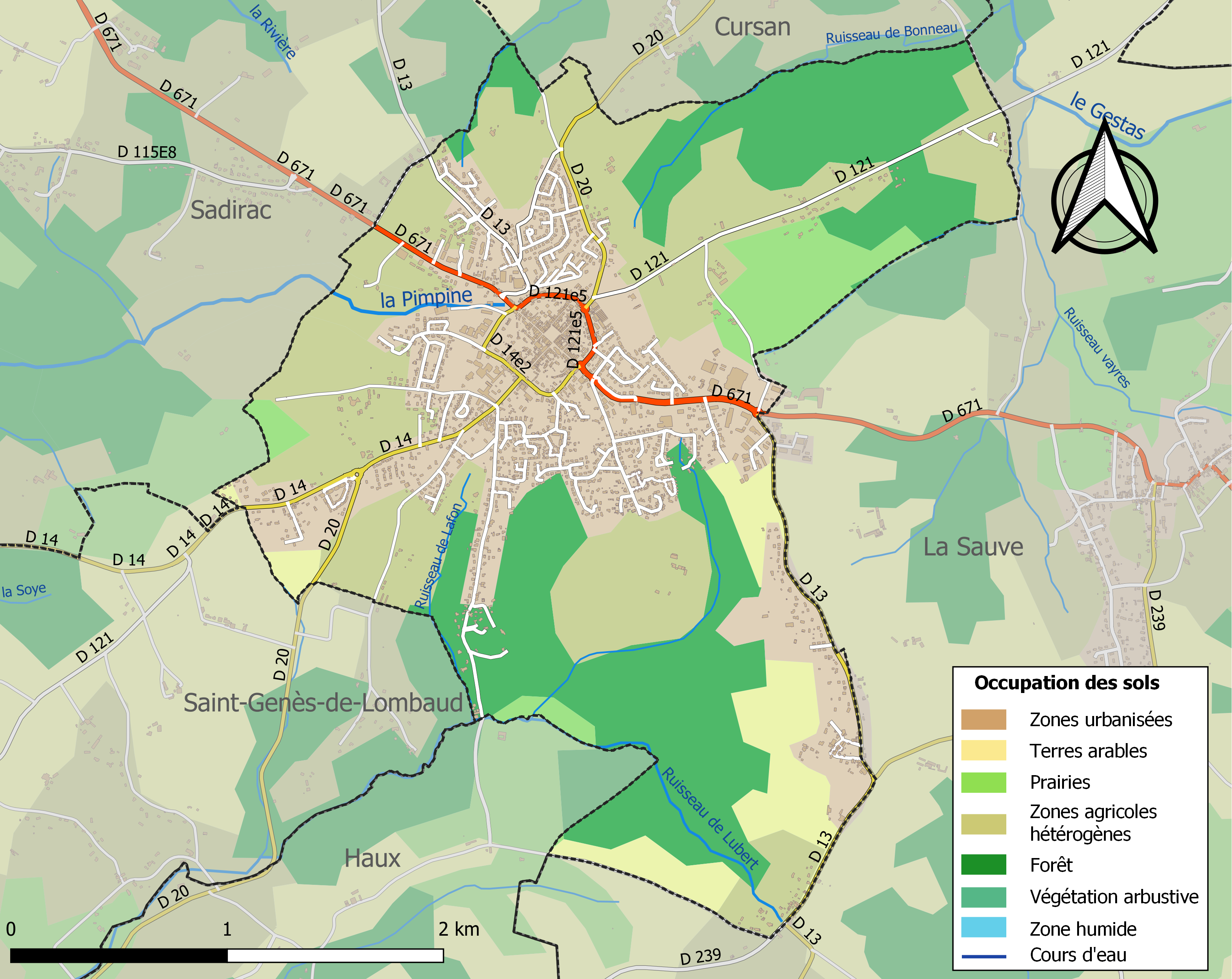
Carte des infrastructures et de l'occupation des sols de la commune en 2018 (CLC).

L'occupation des sols de la commune, telle qu'elle ressort de la base de données européenne d’occupation biophysique des sols Corine Land Cover (CLC), est marquée par l'importance des territoires agricoles (43,2 % en 2018), en diminution par rapport à 1990 (63,9 %). La répartition détaillée en 2018 est la suivante : 
zones agricoles hétérogènes (31,3 %), zones urbanisées (29,4 %), forêts (27,3 %), cultures permanentes (6,6 %), prairies (5,4 %). L'évolution de l’occupation des sols de la commune et de ses infrastructures peut être observée sur les différentes représentations cartographiques du territoire : la carte de Cassini (XVIIIe siècle), la carte d'état-major (1820-1866) et les cartes ou photos aériennes de l'IGN pour la période actuelle (1950 à aujourd'hui).

### Risques majeurs
Le territoire de la commune de Créon est vulnérable à différents aléas naturels : météorologiques (tempête, orage, neige, grand froid, canicule ou sécheresse), inondations, mouvements de terrains et séisme (sismicité faible). Un site publié par le BRGM permet d'évaluer simplement et rapidement les risques d'un bien localisé soit par son adresse soit par le numéro de sa parcelle.
La commune a été reconnue en état de catastrophe naturelle au titre des dommages causés par les inondations et coulées de boue survenues en 1982, 1987, 1999, 2009 et 2021,.
Les mouvements de terrains susceptibles de se produire sur la commune sont des tassements différentiels.

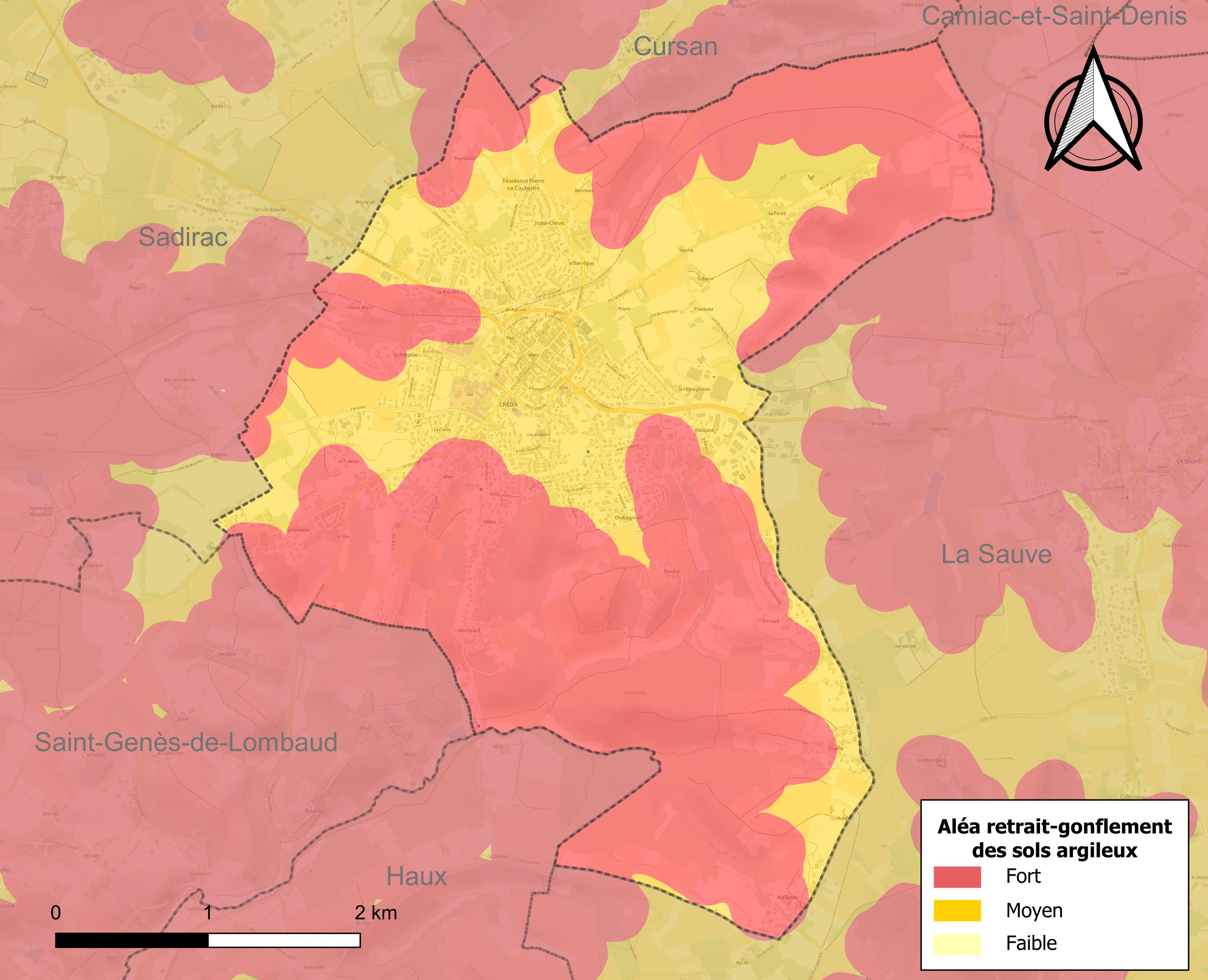
Carte des zones d'aléa retrait-gonflement des sols argileux de Créon.

Le retrait-gonflement des sols argileux est susceptible d'engendrer des dommages importants aux bâtiments en cas d’alternance de périodes de sécheresse et de pluie. La totalité de la commune est en aléa moyen ou fort (67,4 % au niveau départemental et 48,5 % au niveau national). Sur les 1 857 bâtiments dénombrés sur la commune en 2019, 1 857 sont en aléa moyen ou fort, soit 100 %, à comparer aux 84 % au niveau départemental et 54 % au niveau national. Une cartographie de l'exposition du territoire national au retrait gonflement des sols argileux est disponible sur le site du BRGM,.
Par ailleurs, afin de mieux appréhender le risque d’affaissement de terrain, l'inventaire national des cavités souterraines permet de localiser celles situées sur la commune.
Concernant les mouvements de terrains, la commune a été reconnue en état de catastrophe naturelle au titre des dommages causés par la sécheresse en 1989, 2002, 2005, 2011 et 2017 et par des mouvements de terrain en 1999.

## Histoire

### Préhistoire
Un dépôt d'objets datés de l'âge du bronze final a été découvert à Créon en 1875. Ce dépôt comportait notamment des haches à talon (avec et sans anneau), une hache à ailerons ainsi que des lingots de bronze.

### L'Aquitaine anglaise
Depuis 1152, par le mariage d’Aliénor d’Aquitaine avec Henri Plantagenêt, l’Aquitaine est rattachée à la couronne d’Angleterre. En 1315, la France est gouvernée par le roi Louis X, l’Aquitaine par un duc, qui se trouve être le roi Édouard II d'Angleterre, son propre beau-frère, époux de sa sœur Isabelle.
Dans l’Entre-deux-Mers, le roi Édouard II n’est pas contesté mais l’Église est très puissante. Au pied de l’abbaye de La Sauve-Majeure, une ville construite petit à petit draine tous les commerces. L’abbaye prélève les impôts et taxes sur les habitants qui sont sous sa suzeraineté, les marchands lui versent des droits divers (péages, etc.). Tout cet argent contribue à la richesse de l’abbaye. Le duc-roi d’Angleterre ne possède aucune ville dans la forêt de La Sauve, à tel point que son prévôt doit demander l’hospitalité aux moines. Il ne dispose même pas d’une prison, qui est le symbole de justice qu’il possède en Entre-deux-Mers. On a donc les éléments qui peuvent conduire à la création de la bastide de Créon. En entrant dans la bastide, on devient sujet du fondateur qui voit ainsi augmenter son influence politique et sa puissance économique.

### La bastide de Créon et le développement de la région
En 1315, Amaury III de Craon, sénéchal d’Aquitaine, décide la création d’une bastide au milieu des forêts couvrant la région, au carrefour des voies conduisant de Bordeaux à Sauveterre-de-Guyenne (en passant par La Sauve) et de Libourne à Cadillac (en passant par Langoiran). La surface est réduite car il faut empiéter le moins possible sur les territoires des voisins de Cursan, Sadirac, Saint-Genès-de-Lombaud et de La Sauve, mais c’est une véritable ville prête à vivre son dynamisme économique avec son principal atout, le marché hebdomadaire et des foires (six par an). Une vraie ville en campagne créée pour attirer artisans, juristes, paysans... Cette décision suscite de la part de l’abbaye de La Sauve-Majeure une réaction immédiate et de longue durée. Le pouvoir temporel de La Sauve est considérable. Cette intrusion sur son territoire est inconcevable et il va en rester une tension permanente pour les habitants partagés entre le roi et les religieux. La Cour prévôtale s’installe à Créon. De plus, l’influence bénédictine va décliner avec l’installation du marché hebdomadaire du mardi à Créon concurrençant directement celui de La Sauve. Par la suite, on parvient à un arrangement et le marché de Créon est fixé au mercredi.
Jusqu’à la Révolution, Créon est le siège de la Grande Prévôté Royale de l’Entre-deux-Mers et possède juridiction sur 48 paroisses environnantes.

### Le fondateur de la bastide
Amaury III de Craon voit le jour en 1280. Il appartient à la très ancienne famille de Craon, connue depuis le XIe siècle. Depuis un siècle, ils sont, de père en fils, sénéchaux de l’Anjou pour le roi de France. Comme chevalier, Amaury porte les armoiries de sa famille, losangé d’or et de gueules. Sa parenté est illustre : il est cousin issu de germains du roi d’Angleterre Édouard II, ce qui lui vaut de nombreuses faveurs. Son destin est assez insolite. Ainsi, de 1302 à 1304, il participe aux campagnes de Flandres avec Philippe le Bel. Le 5 juin 1308, Édouard II l’appelle auprès de lui à Londres et le 5 juillet 1313, il est nommé sénéchal d’Aquitaine pour le roi d’Angleterre. Il cumule donc les fonctions, représentant le roi de France en Anjou et le roi d’Angleterre en Aquitaine, alors que ces deux rois sont antagonistes. Il va rester sénéchal d’Aquitaine pendant trois ans. C’est un personnage très important pour son époque. Il est à la fois un diplomate, un homme politique et un juriste. C’est un homme qui voyage beaucoup. En 1314, il est en Aquitaine et c’est à cette période qu’il crée la bastide de Créon. Puis en août 1315, il est à nouveau dans les Flandres. En 1319, il assiste au baptême de Jean le Bon, futur roi de France.
En 1300, il a épousé Isabelle de Sainte-Maure, riche héritière de Touraine, qui lui donne un fils, Maurice VI, Seigneur de Sainte-Maure et de Marcillac. Isabelle meurt en 1310. En 1312, il épouse Béatrix de Roucy. Le contrat de mariage est ratifié par Philippe IV le Bel. De cette union, il a 5 fils et 3 filles. Amaury III de Craon meurt à 53 ans le 26 janvier 1333 et il est enseveli dans la chapelle des Cordeliers d’Angers, aux côtés de ses deux épouses. Il est le dernier sénéchal héréditaire de Touraine, Anjou et Maine, ayant vendu la Touraine à Charles IV le Bel en 1323, le Maine et l’Anjou à Philippe VI de Valois en 1331. Pendant sa vie, il aura vécu dans l’ombre de trois rois d’Angleterre et de six rois de France.

### LeXIXesiècle
La ville de Créon est raccordée à la ligne de chemin de fer Bordeaux-La Sauvetat-du-Dropt en mai 1873. Ce raccordement a un impact économique positif en permettant à Créon d'exporter ses productions. La Compagnie du chemin de fer de Paris à Orléans dote ensuite la ville d'une gare pour les voyageurs en 1892. Le vignoble du Créonnais est touché en 1873 par la crise du phylloxéra.

## Politique et administration
La commune de Créon fait partie de l'arrondissement de Bordeaux. À la suite du découpage territorial de 2014 entré en vigueur à l'occasion des élections départementales de 2015, la commune demeure dans le canton de Créon remodelé dont elle est l'ancien chef-lieu et dont elle devient le bureau centralisateur,. Créon fait également partie de la communauté de communes du Créonnais, membre du Pays du Cœur de l'Entre-deux-Mers.

### Liste des maires
| Période                                  | Période                       | Identité                    | Étiquette           | Qualité |
| ---------------------------------------- | ----------------------------- | --------------------------- | ------------------- | --- |
| Les données manquantes sont à compléter. |                               |                             |                     | |
| novembre 1791                            | mai 1794                      | Thomas-François Rey         |                     | |
|                                          |                               | Mathurin Geynet (1756-1839) |                     | Avocat |
| Les données manquantes sont à compléter. |                               |                             |                     | |
| mai 1925                                 | mars 1942                     | Marius Fauché               | Républicain puis RG | Médecin Conseiller d'arrondissement (1919 → 1934) Conseiller général de Créon (1934 → 1940) Démissionnaire pour raisons de santé |
| mars 1942                                | mars 1959                     | Jean Baspeyras              | DVD                 | Pharmacien Nommé par arrêté préfectoral |
| mars 1959                                | mars 1977                     | Michel Bastiat              | DVG (app. PS)       | Conseiller général de Créon (1964 → 1980) |
| mars 1977                                | juin 1995                     | Roger Caumont               | DVG                 | Professeur agrégé d'espagnol Président du Syndicat intercommunal du collège (1977 → 2001) |
| juin 1995                                | mars 2014                     | Jean-Marie Darmian          | PS                  | Enseignant Conseiller général de Créon (2008 → 2015) Vice-président du conseil général de la Gironde (2011 → 2015) Président du comité départemental du tourisme (2008 → 2014) Président de la CC du Créonnais (2000 → 2008) 1er vice-président du Pays du Cœur de l'Entre-deux-Mers (2008 → 2014) Suppléant de la députée Martine Faure (2007 → 2017) |
| mars 2014                                | janvier 2025                  | Pierre Gachet               | PS puis PP          | Retraité de l'administration pénitentiaire, ancien instituteur spécialisé Adjoint au maire (1995 → 2014) 1er vice-président de la CC du Créonnais (2008 → 2010) Réélu pour le mandat 2020-2026 Démissionnaire |
| janvier 2025                             | En cours (au 24 janvier 2025) | Sylvie Desmond              | DVG                 | Retraitée Première adjointe au maire (? → 2025) |

## Démographie
Les habitants de Créon sont appelés les Créonnais.
L'évolution du nombre d'habitants est connue à travers les recensements de la population effectués dans la commune depuis 1793. Pour les communes de moins de 10 000 habitants, une enquête de recensement portant sur toute la population est réalisée tous les cinq ans, les populations de référence des années intermédiaires étant quant à elles estimées par interpolation ou extrapolation. Pour la commune, le premier recensement exhaustif entrant dans le cadre du nouveau dispositif a été réalisé en 2005.

En 2022, la commune comptait 4 863 habitants, en évolution de +4,87 % par rapport à 2016 (Gironde : +6,91 %, France hors Mayotte : +2,11 %).
| 1793 | 1800 | 1806 | 1821 | 1831 | 1836 | 1841 | 1846 | 1851  |
| ---- | ---- | ---- | ---- | ---- | ---- | ---- | ---- | ----- |
| 877  | 843  | 910  | 805  | 913  | 878  | 896  | 923  | 1 004 |

| 1856  | 1861  | 1866  | 1872  | 1876  | 1881  | 1886  | 1891  | 1896  |
| ----- | ----- | ----- | ----- | ----- | ----- | ----- | ----- | ----- |
| 1 049 | 1 069 | 1 051 | 1 085 | 1 158 | 1 142 | 1 145 | 1 131 | 1 141 |

| 1901  | 1906  | 1911  | 1921 | 1926 | 1931  | 1936  | 1946  | 1954  |
| ----- | ----- | ----- | ---- | ---- | ----- | ----- | ----- | ----- |
| 1 116 | 1 043 | 1 049 | 978  | 999  | 1 012 | 1 003 | 1 015 | 1 026 |

| 1962  | 1968  | 1975  | 1982  | 1990  | 1999  | 2005  | 2006  | 2010  |
| ----- | ----- | ----- | ----- | ----- | ----- | ----- | ----- | ----- |
| 1 286 | 1 560 | 1 842 | 2 205 | 2 508 | 2 856 | 3 774 | 3 831 | 4 246 |

| 2015  | 2020  | 2022  | - | - | - | - | - | - |
| ----- | ----- | ----- | - | - | - | - | - | - |
| 4 579 | 4 899 | 4 863 | - | - | - | - | - | - |

## Économie
Existant depuis 1315, entouré par ses arcades, avec en pleine saison une centaine de commerçants et de producteurs, le marché de Créon est organisé chaque mercredi matin. Située dans l'aire d'appellation entre-deux-mers (AOC), au cœur du vignoble du même nom, la commune développe une activité de tourisme vert et plus particulièrement de cyclotourisme.

## Culture locale et patrimoine

### Équipements culturels et sportifs
Créon est la première station vélo de France dont elle fut le projet pilote national depuis 1999 avec la création du premier point relais vélo, inauguré le 23 juillet 2003 par Bernard Hinault le long de l’ex-voie de chemin de fer reliant Latresne à Sauveterre-de-Guyenne devenue progressivement la voie verte Roger-Lapébie grâce aux investissements du conseil général de la Gironde. Plus de 50 km de voies à travers les forêts, la campagne et les vignobles de l'Entre-deux-Mers sont répertoriés au départ de Créon proposant des circuits vélo « découverte » ou « nature et patrimoine ».
La commune possède un cinéma, le Max Linder. Le Central Culturel Les Arcades dispose d'une salle de spectacle de 519 places.
Créon est la commune de résidence du Jeune Orchestre symphonique de l'Entre-deux-Mers (JOSEM).

### Événements culturels et sportifs
La place de la prévôté accueille le gala de clôture du festival Entre-deux-Airs organisé durant huit jours au mois de juillet sur le territoire de l'Entre-deux-Mers par le Jeune Orchestre symphonique de l'Entre-deux-Mers (JOSEM).
- L'agenda des évènements culturels de la commune se trouve sur le site Sortir à Créon[35]

- Étape du cyclo-festival Ouvre la Voix.
- Tournoi International d'échecs de Créon (homologué FFE[36]) organisé tous les ans pendant une semaine, entre fin juillet et début août, par l’Échiquier Club Créonnais.

### Lieux et monuments

#### La bastide
La bastide procède d’un plan orthogonal quadrillé, à mailles carrées ou rectangulaires, dans lequel une case vide figure la place. Ce plan est tout à fait caractéristique du système d'implantation des bastides du sud-ouest. Dans le cas de Créon, le choix est sans doute celui de la croisée des routes de Bordeaux à Sauveterre et de Libourne à Cadillac. L’un des angles du croisement forme deux des côtés de la future place. Le terrain, piqueté à partir du centre de la future place, délimite des lots, ici des carrés dans leur majorité, coupés par des rues perpendiculaires, entourés d’un chemin de ronde avec palissades, fossés, murs et parfois quatre entrées principales avec probablement des portes. Le périmètre circulaire s’explique du fait du non remplissage des îlots dans les angles.
Comme dans toutes les bastides, on retrouve :
- les « carreyras » : il s’agit de rues dans lesquelles deux voitures peuvent se croiser.
- les « carreyrous » : ces venelles de 1 à 2 mètres de large permettent l’accès aux maisons par l’arrière.
- les « andronnes » : un vide entre deux maisons de 30 à 60 centimètres qui joue le double rôle de maîtriser la propagation des incendies et de ménager une rigole conduisant les eaux tant pluviales qu’usées vers l’arrière.

La place (70 m de côté) est un carré du plan non construit, entouré de maisons qui seront agrémentées d’arcades. Les dimensions sont à peu près partout les mêmes et ne sont pas en rapport avec le nombre d’habitants. La place de Créon est bordée de quatre îlots dont trois carrés de même surface et d’un rectangle. Sur trois côtés, le couvert est la prolongation logique des rues. Autrefois, la jonction des couverts à leurs extrémités rend difficile l’accès à la place, tout le trafic (charrettes, chevaux, piétons) se fait sous le couvert. Plus tard, la circulation devenant plus importante et les moyens de locomotion plus encombrants, on démolit le couvert des maisons de chaque angle (les cornières) et on dévie la voie carrossable sur la place laissant aux piétons le passage sous le couvert.
La maison commune ouvre sur la place, à l’alignement des maisons. Elle peut être à l’étage de la halle qui est située soit au centre, soit sur un des côtés de la place. À Créon, la place carrée est bordée d’arcades sur trois côtés et possède une halle qui disparaît en 1872. La mairie est construite à l’emplacement du siège de la prévôté.
Créon reste démunie de fortifications jusqu'en 1337-1338, ce qui correspond au début de la guerre de Cent Ans. Pendant cette période, Créon est pillée et incendiée avec d'importants dégâts. La date de cet évènement demeure toutefois incertaine. À la suite de cet épisode, les habitants de la ville adressent deux pétitions (en 1342 et 1351) au roi Édouard III afin d'obtenir le droit d'ériger un système défensif. Ce droit leur est accordé et la ville se dote d'un fossé surmonté d'une palissade et possiblement de quatre portes de pierre. Ce système ne sera jamais renforcé et Créon ne jouera de ce fait aucun rôle militaire significatif au cours du Moyen Âge. Les fortifications seront finalement détruites en 1589.

#### L'église

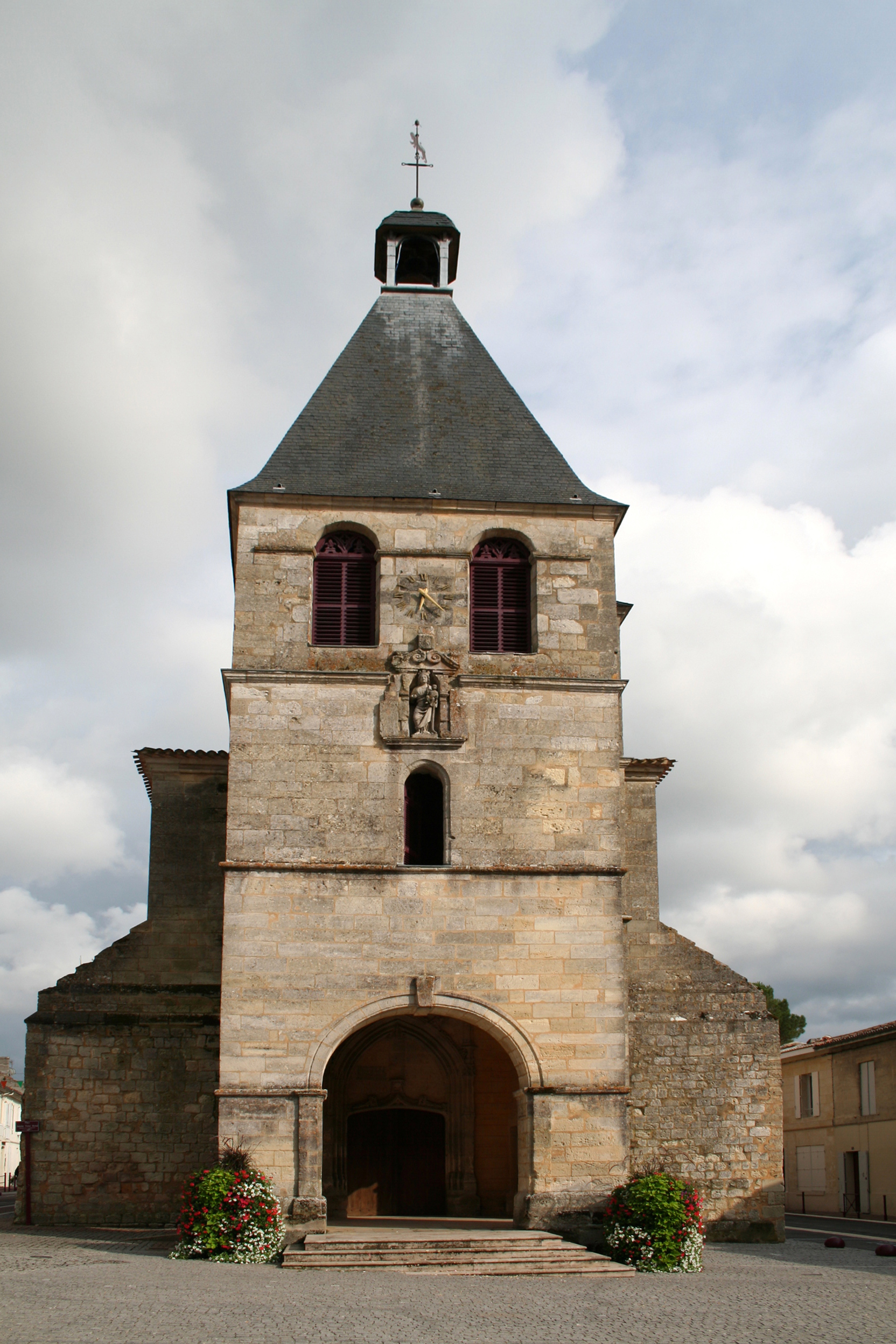
Église Notre-Dame de Créon.

L’église Notre-Dame, à nef unique, comme presque toujours dans les bastides, occupe un emplacement proche de la place de la prévôté. À Créon, commencée en 1316, la construction de l’église est terminée en 1320, probablement sur les bases de l’édifice actuel. Mais en raison de nombreux procès avec l’abbaye de La Sauve-Majeure, ce n’est qu’en 1342 que Créon devient une paroisse autonome. Dans les années qui suivent, on reprend la construction de l’église pour la rendre plus conforme à la stature d’une capitale de l’Entre-deux-Mers. L’édifice va être modifié au cours des siècles au gré des modes, des incendies, de l’Histoire. Jusqu’à la fin du XIXe siècle, le cimetière paroissial est autour de l’église mais des inhumations se font également à l’intérieur de l’église.
L'édifice a été inscrit au titre des monuments historiques en 2002.
Vierge à l'Enfant : cette statue de l'église Notre-Dame, avec celle de saint Gérard, actuellement exposée au musée lapidaire de l'abbaye de La Sauve-Majeure, appartient au groupe sculpté qui ornait le tombeau d'Amauvin, le douzième abbé (1206-1222) de la Sauve-Majeure.

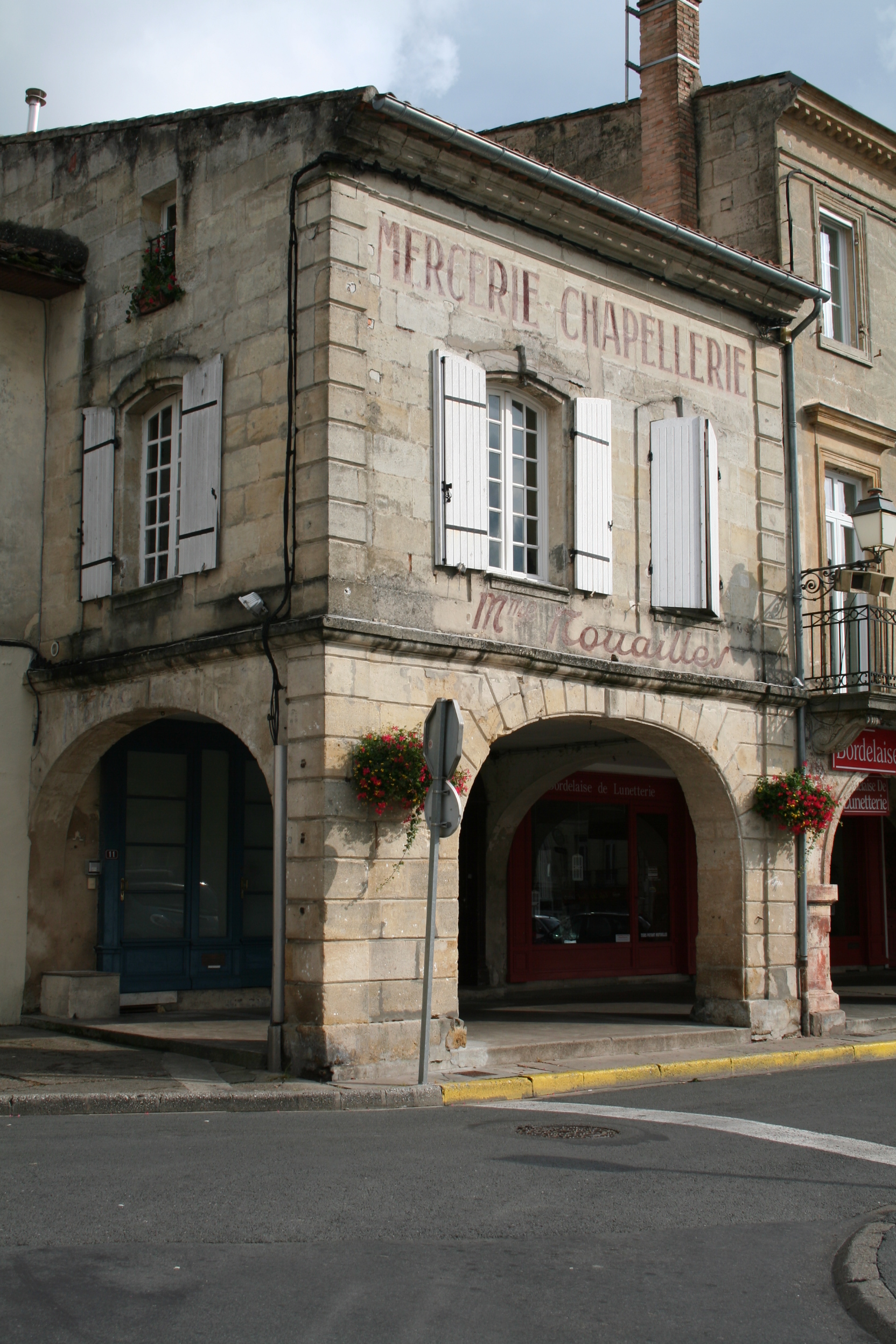
Arcades de la place de la Prévôté
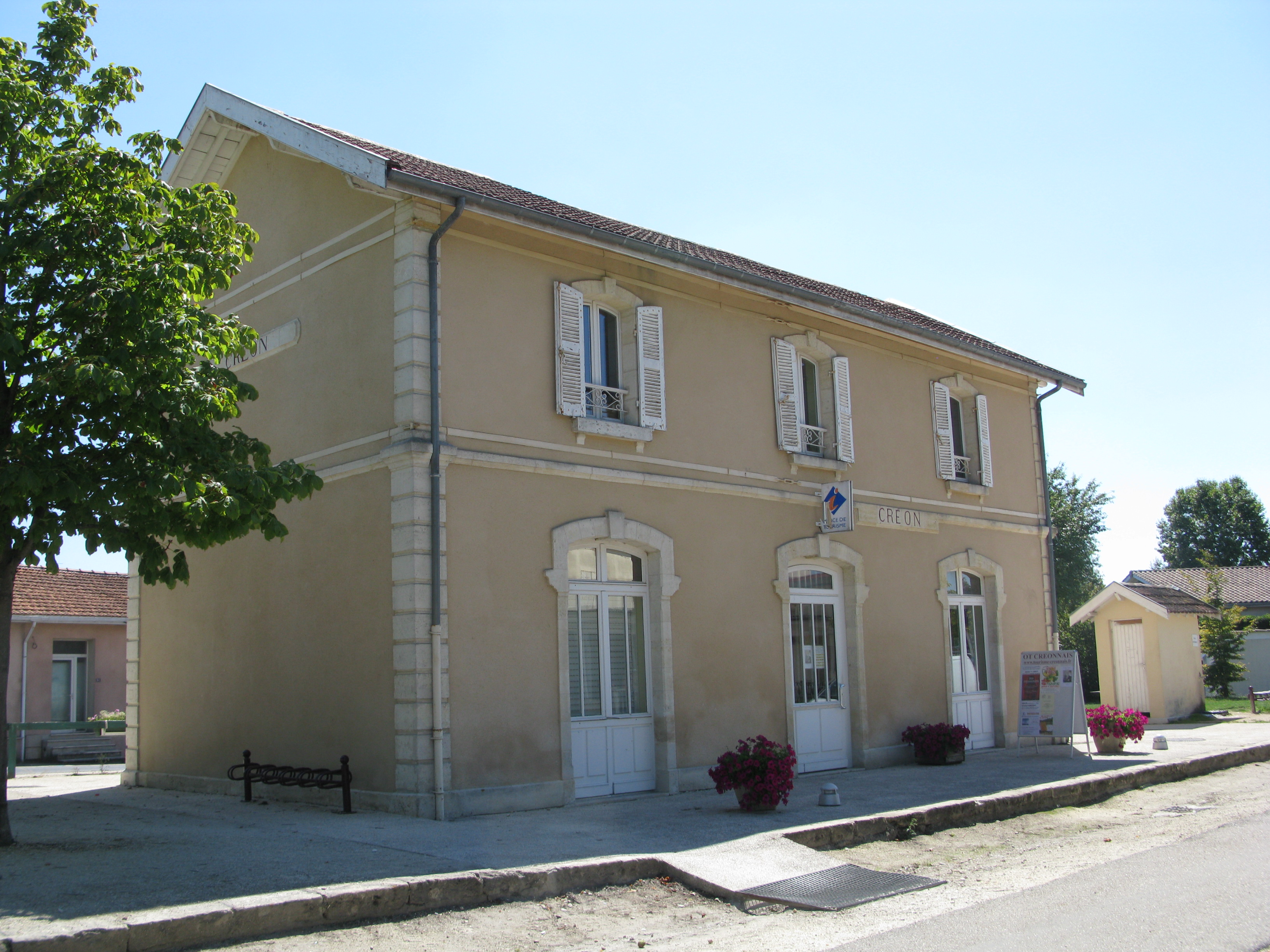
Ancienne gare de Créon
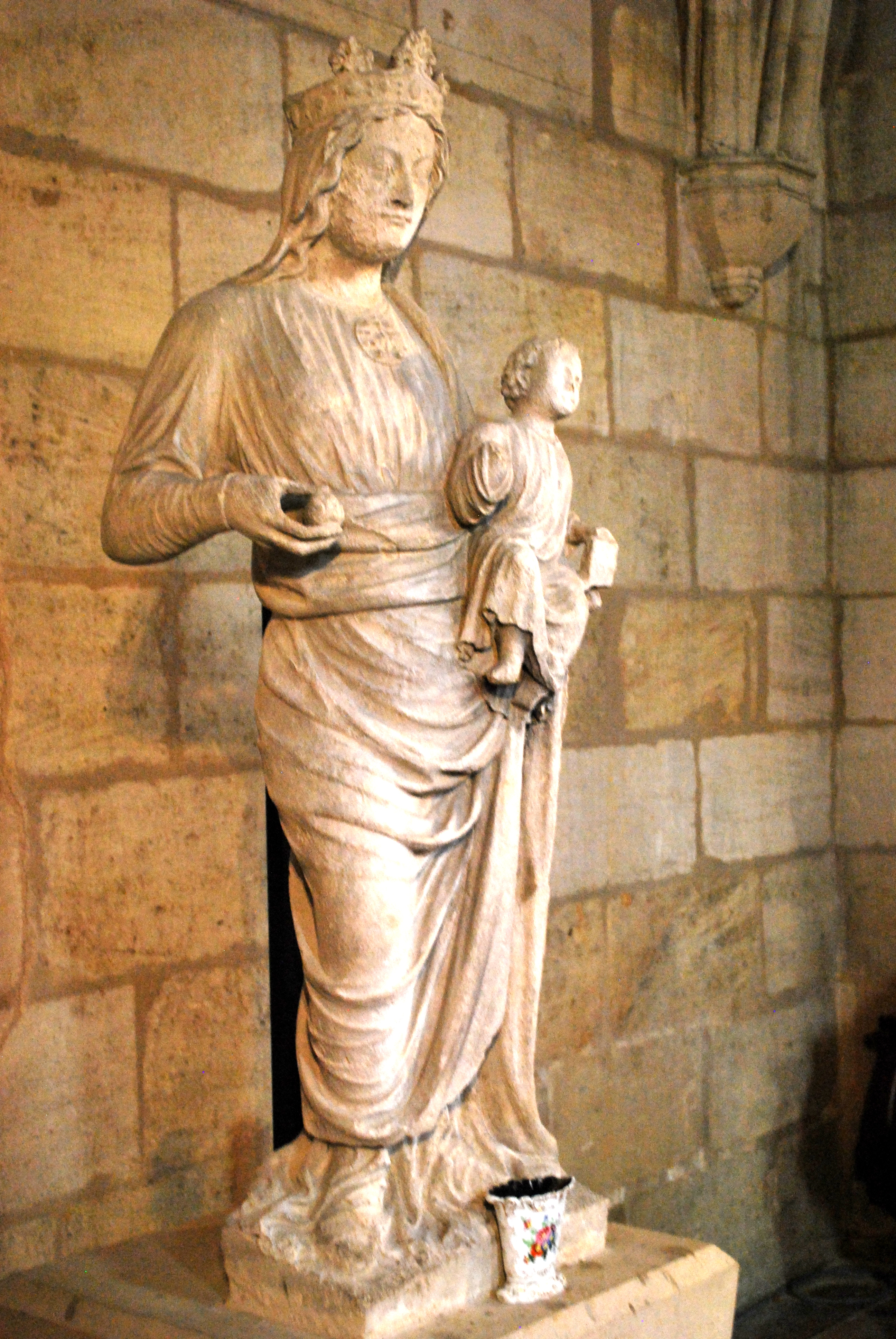
Vierge à l'Enfant

### Personnalités liées à la commune
- Amaury III de Craon, né en 1280, sénéchal d'Aquitaine pour le roi d'Angleterre, et sénéchal de l'Anjou pour le roi de France. Il fonde la Bastide de Créon à laquelle il donne son nom.

### Créon autrefois

Le bourg
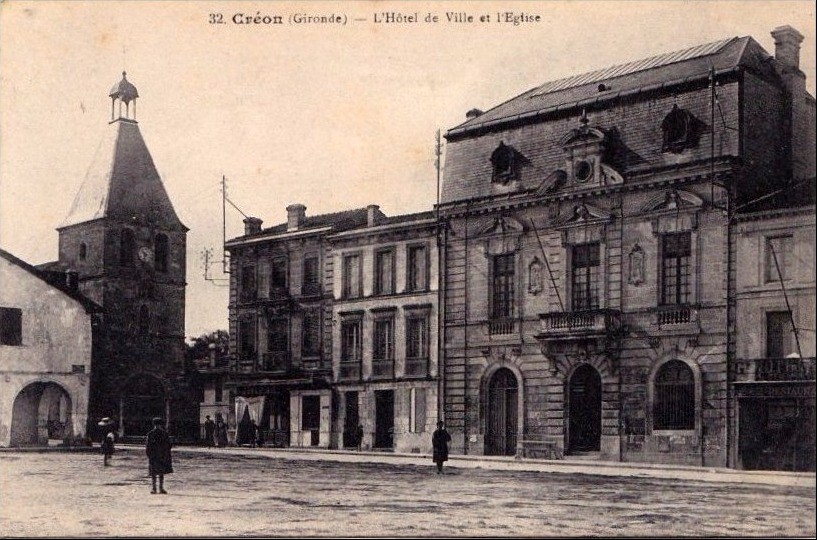
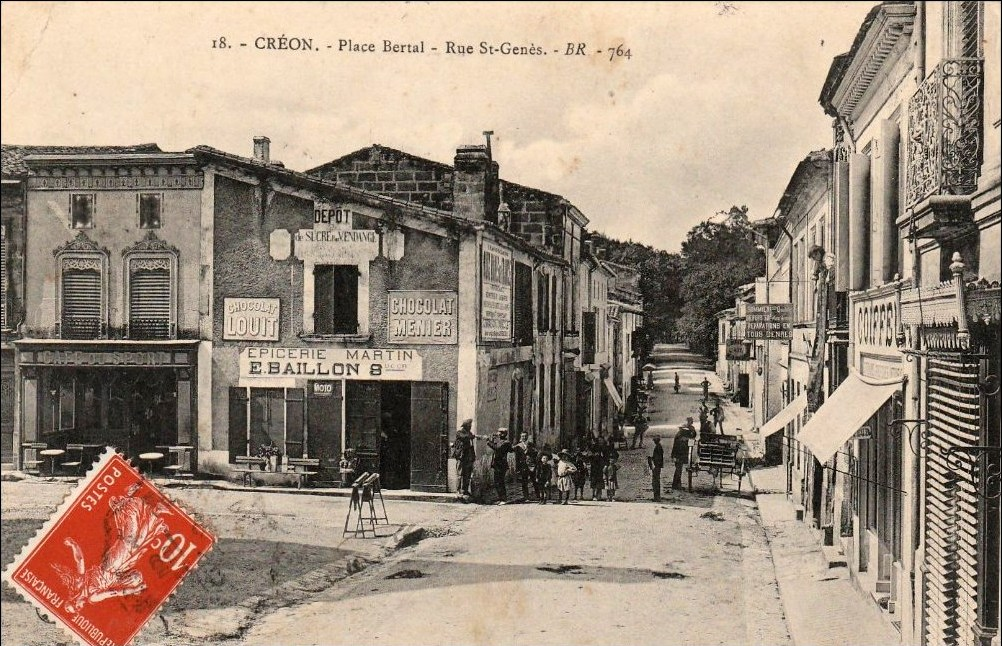
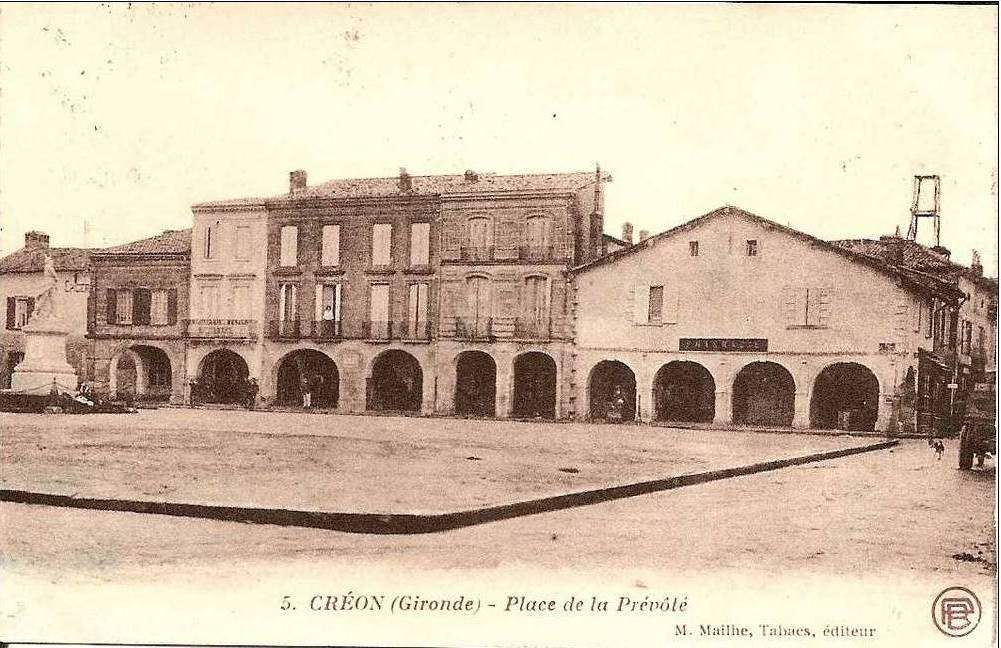
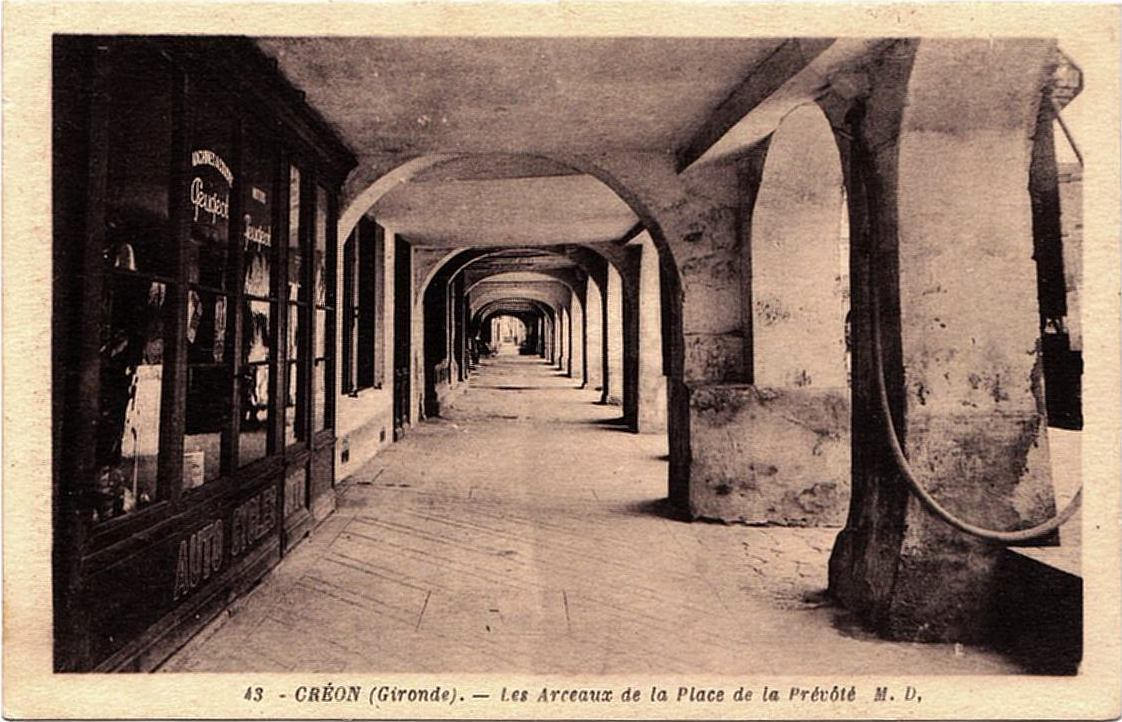
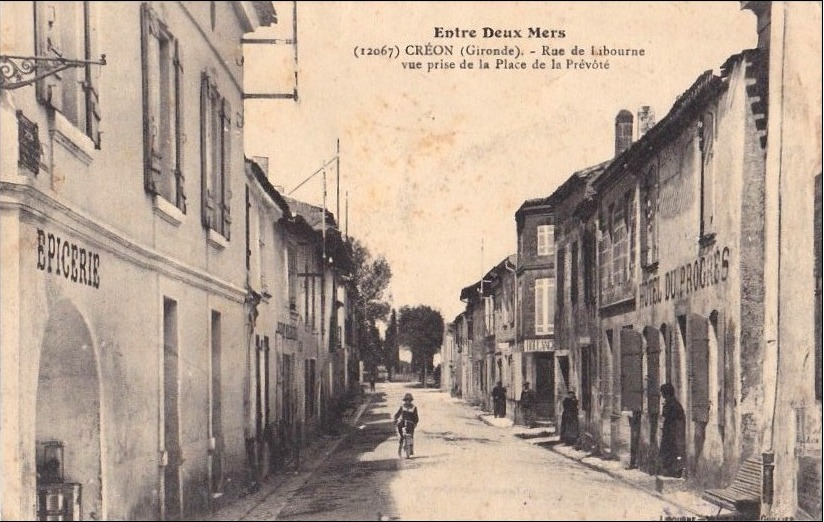
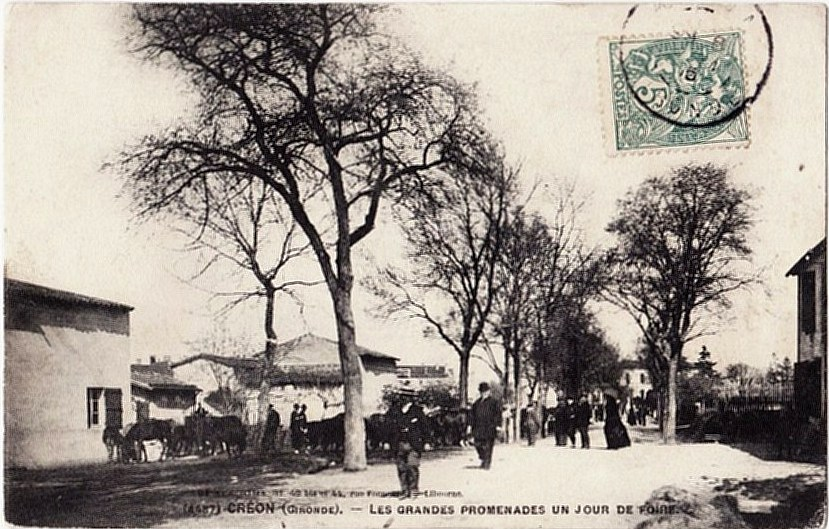

### Héraldique
| Armes | Les armes de Créon (Gironde) se blasonnent ainsi : Coticé d'argent et d'azur de dix pièces à la bordure d'or. Devise : « exigua quidem sed strenua », petite certes, mais active. |